# Dilar meridionalis
Dilar meridionalis is een insect uit de familie van de Dilaridae, die tot de orde netvleugeligen (Neuroptera) behoort. 
Dilar meridionalis is voor het eerst wetenschappelijk beschreven door Hagen in 1866.